# Aquashow
Albums de Elliott Murphy
Lost Generation
(1975)
Aquashow est le premier album studio d'Elliott Murphy, sorti en 1973 par le label Polydor, et réalisé par Peter K. Siegel. Tirant son titre du nom d'un spectacle aquatique produit par le père de l'artiste, l'album connaît un large succès critique, au point d'être vanté par Rolling stone comme « le meilleur Dylan depuis 1968 », mais ne rencontre pas rencontré le succès commercial escompté.

## Titre et pochette
Le titre de l'album Aquashow, fait référence à la salle de spectacle que tenait le père de l'artiste à Long Island. Ce titre est un hommage à la mémoire de ce père producteur de spectacles aquatiques, mort alors qu'Elliott Murphy était encore adolescent,,.
L'artiste explique également qu'Aquashow était le nom du groupe qu'il avait fondé avec son frère Matthew Murphy et avec lequel il voulait se faire connaître. Les producteurs souhaitant que l'album soit crédité sous le seul nom d'Elliott Murphy, un compromis a été trouvé, consistant à transformer le nom du groupe en titre d'album, et à faire apparaitre Matthew sur la photographie de la pochette.
La photographie de couverture représente l'artiste dans un complet blanc, et son frère au deuxième plan sous un parapluie blanc et rouge. Elle a été réalisée par Jack Mitchell qui a laissé à Elliott Murphy la liberté de définir l'image qui lui plairait. C'est donc l'artiste qui a suggéré que la photographie soit prise dans la Cour aux palmiers du Plaza Hotel, parce que c'était un des lieux de l'intrigue de Gatsby le Magnifique. C'est également l'artiste qui a demandé un cadre circulaire flou similaire à celui de la pochette de l'album Bringing It All Back Home de Bob Dylan. La pochette a été designée par Paula Bisacca.

## Histoire
Une première tentative d'enregistrer l'album à Los Angeles pour le label Mercury se solde par un échec. Murphy désapprouve l'orientation country, qu'il impute à Tommy Kane, connu pour son travail de Réalisateur artistique pour Loudon Wainwright, et met fin aux sessions d’enregistrement.
Elliott Murphy et son groupe signent avec le label Polydor d'une manière très spontanée. Ils obtiennent une audition impromptue après avoir frappé à la porte du groupe, et arrivent à faire écouter leur maquette à Peter K. Siegel qui leur offre immédiatement un contrat. En 2024, l'artiste affirme : « Ça ne se passerait plus jamais comme ça aujourd’hui. Ça n’aurait même plus été possible cinq ans plus tard,. »
Peter Siegel décide de réaliser lui-même l'album, et les enregistrements ont lieu au Record Plant Studios.
L'album attire très rapidement l'attention des médias et du milieu de la critique musicale. Avant même la parution de l'album, Dave Marsh consacre un article à Murphy dans Newsweek. Puis après sa parution, Robert Christgau dans le même magazine, Paul Nelson pour Rolling Stone, Lorraine O'Grady pour The Village Voice, ou encore Tom Nolan pour le Phonograph Record Magazine, accordent des articles laudateurs à l'album, qui tous évoquent Bob Dylan. Le New York Times qualifie même Murphy de « nouveau candidat pour être le maître d'une école de rock new-yorkais, ».
C'est ce succès médiatique qui pousse Polydor à accorder plus d'attention à leur nouvelle recrue et à envoyer, en mars 1974, Elliott Murphy en tournée avec Jefferson Starship et les Kinks.

## Liste des morceaux
Toutes les chansons sont écrites et composées par Elliott Murphy.
| No  | Titre                      | Durée |
| --- | -------------------------- | ----- |
| 1.  | Last Of The Rock Stars     | 3:43  |
| 2.  | How’s The Family           | 4:24  |
| 3.  | Hangin’ Out                | 4:20  |
| 4.  | Hometown                   | 4:34  |
| 5.  | Graveyard Scrapbook        | 3:00  |
| 6.  | Beginning to See the Light | 4:38  |
| 7.  | Poise N’ Pen               | 2:39  |
| 8.  | Marilyn                    | 4:20  |
| 9.  | White Middle Class Blues   | 3:01  |
| 10. | Like A Great Gatsby        | 3:13  |
| 11. | Don’t Go Away              | 4:03  |

## Musiciens
- Elliott Murphy : chant, guitare électrique, harmonica, piano sur Poise ’N Pen
- Matthew Murphy : basse
- Gene Parsons : batterie
- Rick Marotta : batterie sur How’s the Family
- Teddy Irwin : guitare acoustique
- Frank Owens : piano, orgue
- Pat Rebillot : piano et orgue sur Hometown, piano sur Marilyn et Like a Great Gatsby
- Elliott Murphy, Matthew Murphy, Dennis Ferrante, Jim Mason, Eddie Mottau, Linda November, Gene Parsons, Maeretha Stewart, Tasha Thomas, Dick Wagner : chœurs

## Réception critique

### Accueil critique de l'album à sa parution
Dès la parution de l'album, Lorraine O'Grady signe un article laudateur dans The Village Voice sous le titre « Elliott Murphy is going to be a monster » (Elliott Murphy va devenir un monstre). Ce titre devient le point de départ d'une campagne publicitaire dans le métro new-yorkais.
L'album est également repéré le mois suivant par le magazine Rolling stone dans un article titré « Il est le meilleur Dylan depuis 1968 ». Le critique Paul Nelson, tout en reconnaissant qu'Aquashow doit musicalement une dette à Highway 61 Revisited et à Blonde on Blonde en raison de son instrumentation, finit par reconnaître le caractère superficiel de ce rapprochement. Les paroles de Murphy, se distinguent nettement de celles de Dylan selon lui. Elles sont « solides, directes et parfois moins magiques et moins naturelles que celles de Dylan, mais elles accomplissent leur tâche avec une égale maîtrise artistique ». Tout en relevant les références à Ernest Hewingway et à F. Scott Fitzgerald, le critique juge que les textes de l'album sont « complexes mais pas difficiles » et salue leur capacité à toucher tout un chacun.
Dans Newsweek, le célèbre critique Robert Christgau donne la note de A- à l'album, et compare également Murphy à Dylan,.
Malgré le succès critique, Aquashow n'a pas été un succès commercial,,. Cet échec pousse Murphy à se séparer de Polydor et de Peter Siegel, et Lou Reed devenu l'ami de l'artiste, l'aide à signer avec RCA Records, bien que ses problèmes avec la drogue l'empêche de réaliser l'album suivant Lost Generation.

### Postérités
À l'occasion de la réédition CD de l'album en 1988, The Los Angeles Times chronique l'album sous le titre A Compelling ‘Aquashow’ (Un Aquashow captivant). Le critique Robert Hilburn souligne le lien qui unit l'album avec l’œuvre de F. Scott Fitzgerald, et écrit :

« Comme le romancier, Murphy fait preuve dans Aquashow de romantisme, d’ambition et d’une fascination pour les classes privilégiées. Quinze ans plus tard, les paroles de ses meilleures chansons – notamment "Last of the Rock Stars" et "Hangin’ Out" – restent des explorations percutantes de thèmes comme la quête d’identité et de reconnaissance.
Cependant, on perçoit aussi une certaine fragilité dans le chant de Murphy et dans la musique elle-même, ce qui nous fait mieux comprendre pourquoi le Springsteen plus confiant et imposant – dans un nouveau parallèle historique – allait émerger comme le Hemingway qui finirait par éclipser son rival,. »

Pour le critique Brett Hartenbach, Aquashow est « le fils de Blonde on Blonde, mais avec l'inclinaison poétique et urbaine de Lou Reed ». Le critique porte un jugement mitigé sur les textes de l'album. Il moque le fait que « comme c'est souvent le cas avec la plupart des jeunes de 24 ans armés de stylo, papier, guitare et harmonica, [Murphy] a beaucoup à dire », et déplore une légère lourdeur des réflexions de l'artiste « sur l'amour, la célébrité, le passage à l'âge adulte et le revers de la vie de la classe moyenne ». Bien qu'il trouve notamment exagérées « l'ironie de How's the Family » et la déclaration « Marilyn Monroe est morte pour nos péchés », le critique salue néanmoins l'ambition des textes, en particulier dans Hangin’ Out, Scrapbook Graveyard et Last of the Rock Stars qui « compensent largement » les défauts d'autres chansons en « dépeignant un tableau saisissant de la jeunesse désenchantée ». Le critique se montre en revanche entièrement convaincu par la musique, qui représente pour lui « l’un des folk-rocks les plus convaincants dans la veine de Dylan depuis 1966, ».
En 2006, la revue Uncut accorde une pleine page à l'album et le présente comme un classique, dans sa rubrique “All-Time Classics - Great albums that have fallen of the critical radar” (Les classiques intemporels - les grands albums qui ont disparu des radars de la critique).

## Citations originales
1. ↑  “It would never happen like this today. It wouldn’t have happened five years later.”
2. ↑  “another candidate for leader of a New York rock school”
3. ↑  « He's the best Dylan since 1968 »
4. ↑  « Murphy's lyrics are solid, direct, and at times less magical and less native than Dylan's, but they get the job done with equal artistry »
5. ↑  “Like the novelist, Murphy exhibits in “Aquashow” a romanticism, ambition and fascination with the privileged class. Fifteen years later, the lyrics to the best of these songs--including “Last of the Rock Stars” and “Hangin’ Out”--remain compelling looks at such matters as searching for identity and status. Yet there is also a thinness and delicateness to Murphy’s singing and the music itself that makes you now see how the more confident and authoritative Springsteen--in a repeat of history--would emerge as the Hemingway who would again overshadow his rival.”
6. ↑  « As is the case with most 24-year-olds armed with pen, paper, guitar, and harmonica, he has plenty to say »
7. ↑  « There is the tendency to wield a heavy hand when it comes to his takes on love, fame, growing up, and the underbelly of middle-class life »
8. ↑  « “Hangin’ Out,” “Scrapbook Graveyard,” and “Last of the Rock Stars” more than make up for it, painting a vivid picture of disenfranchised youth »
9. ↑  « Aquashow remains a minor classic, thanks to a keen eye, intelligence, and a sparse, straightforward sound that stays clear of trends. »

## Sources
- (en) David Marsh, « A Rock Singing, Surfing, Teen-Idol Suburban Identity Crisis », Newsday,‎ 30 septembre 1973
- (en) Lorraine O'Grady, « Elliott Murphy is going to be a monster », Village Voice,‎ 20 décembre 1973
- (en) Paul Nelson, « He's the best Dylan since 1968 », Rolling stones, no 153,‎ 31 janvier 1974 (lire en ligne)
- (en) Robert Hilburn, « A Compelling ‘Aquashow’ », Los Angeles Times,‎ 7 août 1988 (lire en ligne)
- (en) Bruce Paley, « Aquashow by Elliott Murphy », Uncut,‎ 2006 (lire en ligne)
- (en) Charles Pitter, « Elliott Murphy: Aquashow Deconstructed », sur Pop matters, 20 mars 2015
- (en) Ryan Maffei, « Like a Great Gatsby: Elliott Murphy’s Aquashow at 50 » [html], sur Rock and Roll Globe, 13 janvier 2024 (consulté le 5 septembre 2024)